# Masaka
Masaka es una ciudad en la Región Central, Uganda, a 20 km al oeste de Lago Victoria. Es la cabecera administrativa del distrito de Masaka. En la ciudad se encuentran las oficinas administrativas del distrito. El distrito lo componen 9 subdistritos que a su vez se subdividen en 49 Distritos Políticos y más de 100 Pueblos Rurales.

## Ubicación
Masaka se localiza a 125 kilómetros (77,7 mi) al sudoeste de Kampala, sobre la misma autopista que conecta con la ciudad de Mbarara. La ciudad está muy cerca de la línea imaginaria del Ecuador, se observa cuando se hace mención de la latitud de la misma. 

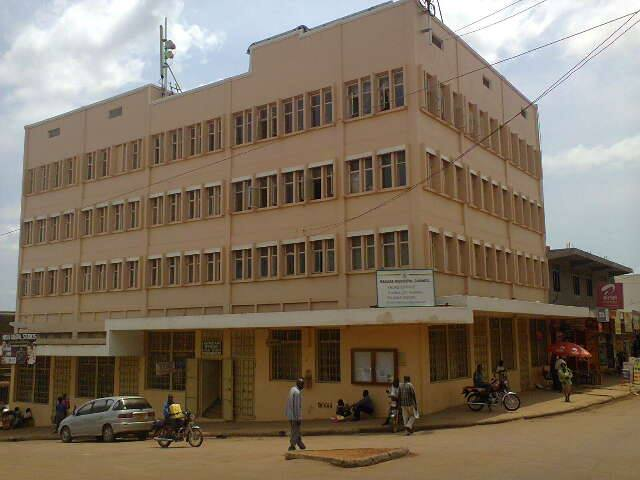
Wikipedia edificio municipal.

 Fue durante mucho tiempo la segunda ciudad en importancia después de Kampala. Al día de hoy ya no lo es más después de que fuera seriamente destruida primero durante el régimen de Idi Amin Dada en la guerra con Tanzania Uganda-Tanzania War en 1979 y luego en el periodo 1981-1986 en la guerra civil en contra del régimen de Milton Obote para destituirlo del gobierno. Las coordenadas de la ciudad son:0° 20′ 24.00″ S, 31° 44′ 24.00″ E.

## Población
De acuerdo con el censo nacional del año 2002 la población de Masaka era de  67 800 habitantes y en 2010 la "Agencia de Estadísticas de Uganda" (UBOS por sus siglas en inglés) estimaron la población de la ciudad en 73.300 habitantes. En 2011 la misma agencia estimó la población en 74.100 habitantes

## Límites
Al Oeste con el Río Nabajjuzi, al norte con la calle Masaka-Mbarara,al Este en la rotonda de Nyendo, al Sur en el límite del subdistrito Katwe/Butego o en el cruce de las calles Nakongolero y Kidda.

## Clima
El clima de Masaka es el típico tropical, generalmente lluvioso, con dos temporadas secas (diciembre/febrero y junio/agosto). La temperatura promedio es de 30 °C y la mínima es de 17 °C. El mes más húmedo es mayo con una precipitación promedio de 205.6 mm y el mes más seco es julio con un promedio de 61.1 mm de precipitación.

## Vientos
El viento en Masaka puede provenir de cualquier punto cardinal, generalmente una brisa suave con una velocidad promedio de 20 km/h. 

## Nevadas
Nunca ocurrieron nevadas en la ciudad de que se tenga registro, su proximidad con el ecuador y la baja altitud, 1.200 metros sobre el nivel del mar, hacen imposible ese fenómeno.

## Protestas en Masaka
Masaka muy pocas veces se mostró al mundo en incidentes violentos. Una de ellas comenzó cuando en un confuso incidente un miembro de la Policía disparó contra un conductor de taxi, desatando la ira de los compañeros de tarea y de los comerciantes del área, terminando en una batalla campal entre policías y pobladores. Otro de los incidentes famoso ocurrió durante la protesta de los comerciantes contra la empresa que brinda el servicio público UMEME por la falta de fluido durante varios días. En los incidentes hubo varios heridos de leves.

## Jefe de Gobierno
Si bien la cabeza de gobierno es el intendente, que llega a ese puesto por votación popular, existen otros cargos que tienen poder de decisión municipal y que esos funcionarios vienen designados por el presidente de la república. Es el caso del administrador general, del administrador del distrito donde la línea que separa la competencia y responsabilidad de cada uno a veces es confusa.

## Seguridad
La Policía dependiente del Ministerio de Seguridad ugandés, es la encargada de velar por la seguridad ciudadana, el índice de criminalidad es uno de los más bajos de África en general.

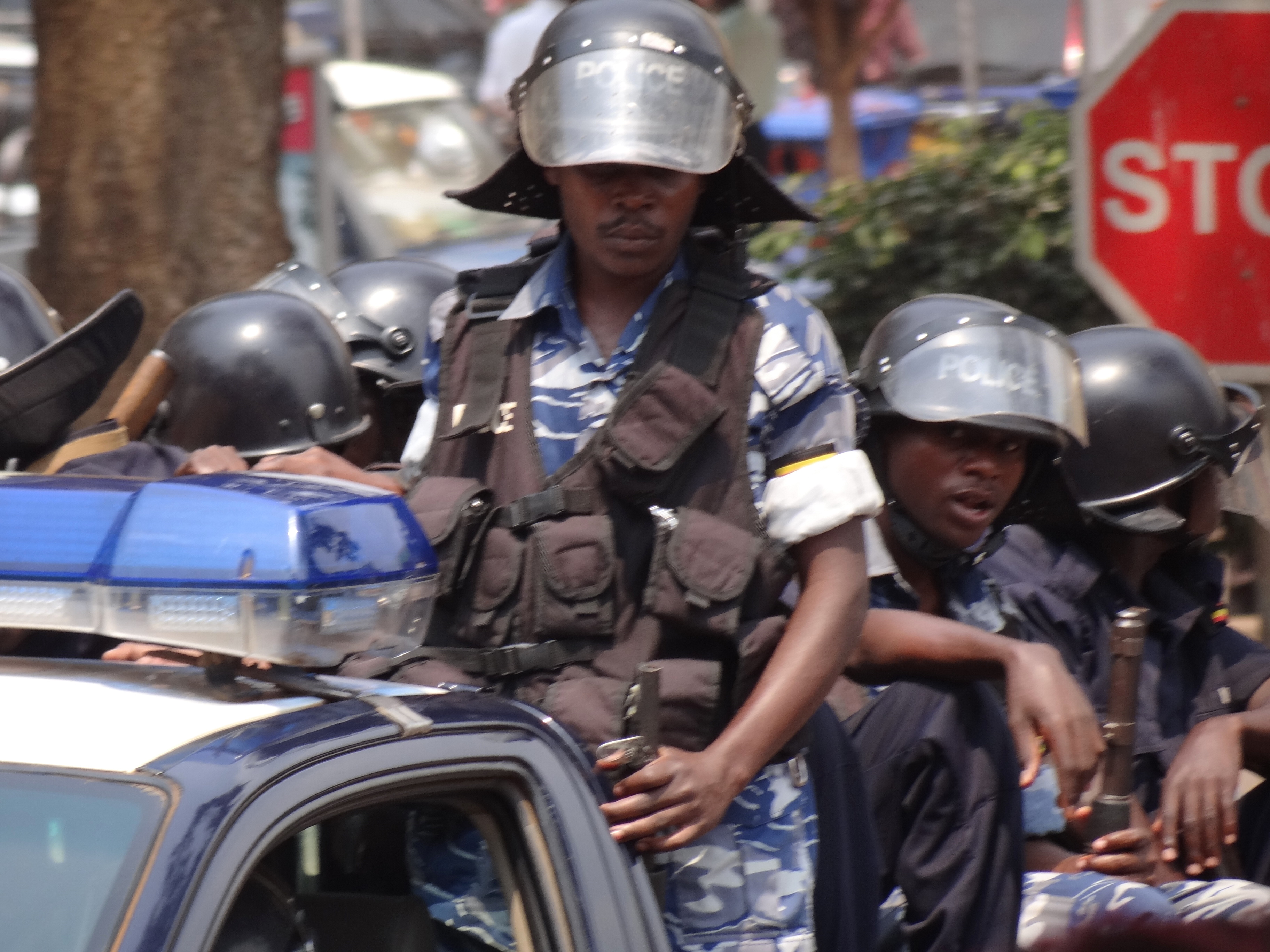
La policía ugandesa encargada de la seguridad de Masaka.

 No hay asaltos, ni tampoco arrebatos en las calles, mayormente la policía se encarga de problemas familiares, problemas entre vecinos o de cuestiones en el tránsito vehicular.
Si bien es uno de los países con mayor índice de ingesta per cápita de alcohol, las armas, las drogas ilegales y la prostitución en Masaka no son problemas que afecten a la ciudadanía.

## Oficinas Gubernamentales
Por ser una importante ciudad ugandesa, en ella podemos encontrar todas las oficinas y organismos estatales como por ejemplo:
- Las oficinas centrales de la Administración del distrito Masaka.
- La Municipalidad de Masaka.
- La Universidad Real Muteesa I, establecida en 2007 en memoria del Rey de Buganda Muteesa I Mukaabya (Kabaka Muteesa I Mukaabya) quien gobernó el reino de Buganda entre 1856 y 1884.
- El campus oeste de la Universidad de Kampala.
- St. Henry's college Kitovu.
- St. Paul's Kitovu Primary School.
- Las oficinas centrales de la diócesis de Masaka. Cajeros automáticos en Masaka.

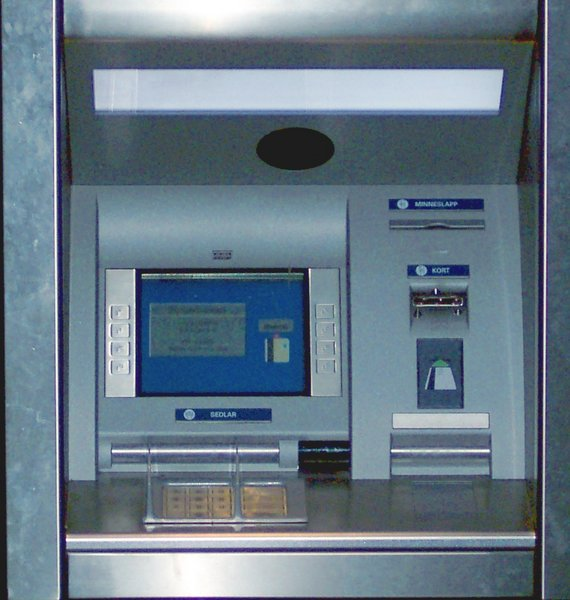
Cajeros automáticos en Masaka.

- Sucursales de diferentes bancos, nacionales e internacionales: Barclays Bank, DFCU, Centenary Bank, Stanbic Bank, Tropical Bank, Post Bank, Crane Bank, Diamond Trust Bank entre otros. En su mayoría ofrecen servicio de cajeros automáticos las 24 horas, todos los días de la semana. Todos ofrecen el servicio de cambio de moneda, Dólares Americanos, Euros, Libras Esterlinas y todas las monedas de los países pertenecientes a la Comunidad del Este Africano (EAC por sus siglas en inglés).
- Banco de Uganda (BOU por sus siglas en inglés, es el banco central del país)
- Sucursal del Fondo Nacional de la Seguridad Social (NSSF por sus siglas en inglés).
- Compañías de seguros.

## Transportes y vías de comunicación
A la ciudad se puede llegar por carretera desde varios puntos del país y también desde varios puntos de países vecinos Tanzania, Ruanda o la República Democrática del Congo a través de servicios internacionales de colectivos, colectivos interurbanos o pequeñas van de catorce pasajeros conocidas también como taxis.
También la ciudad tiene conexión con el ferry a las islas Ssese en el lago Victoria a través de tres servicios diarios de taxis.
Dentro los límites de la ciudad es fácil hallar vehículos particulares que se ofrecen de taxi (sin taxímetro) o los localmente conocidos boda-boda, mototaxis para un pasajero.

## Transporte aéreo
No existen aeropuertos en este distrito. El único aeropuerto internacional del país está ubicado en ENTEBBE, a un poco más de 150 km de distancia.

## Servicios públicos
El servicio de electricidad en la ciudad al igual que en todo el país es brindado por la empresa de capital privado UMEME, el gas para uso doméstico se consigue en cualquiera de las estaciones de servicio disponibles en envases de 10, 25 y 100 libras, el servicio de agua potable y alcantarillado está a cargo de la empresa de capital estatal "Corporación Nacional de Agua y Alcantarillados" o NWSC por sus siglas en inglés. La recolección de residuos está a cargo de la Municipalidad de Masaka, pero ofrece un servicio esporádico e ineficiente. 

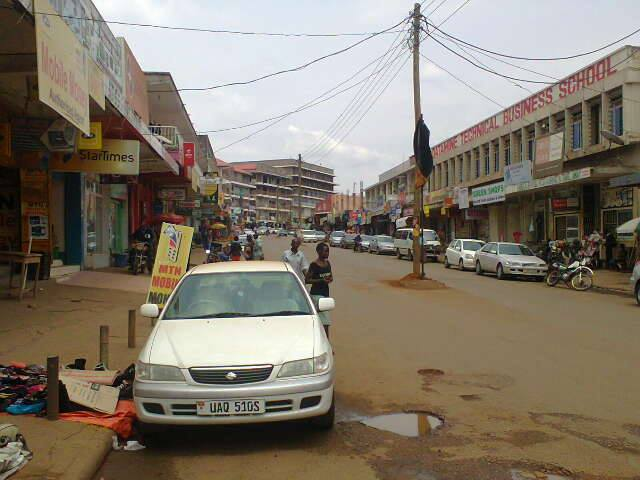
Wikipedia, Iluminación pública y limpieza desatendidos por la Municipalidad.

 El alumbrado público también a cargo de la Municipalidad dejó de funcionar hace mucho tiempo. Hay también servicios telefónicos celulares de 5 empresas privadas, MTN Uganda, Airtel, Warid, Uganda Telecom y K2. La única empresa que ofrece servicio telefónico de línea cableada es Uganda Telecom pero solo en algunas áreas de la ciudad. También hay empresas que ofrecen servicio de televisión satelitales con más de cien canales.

## Economía

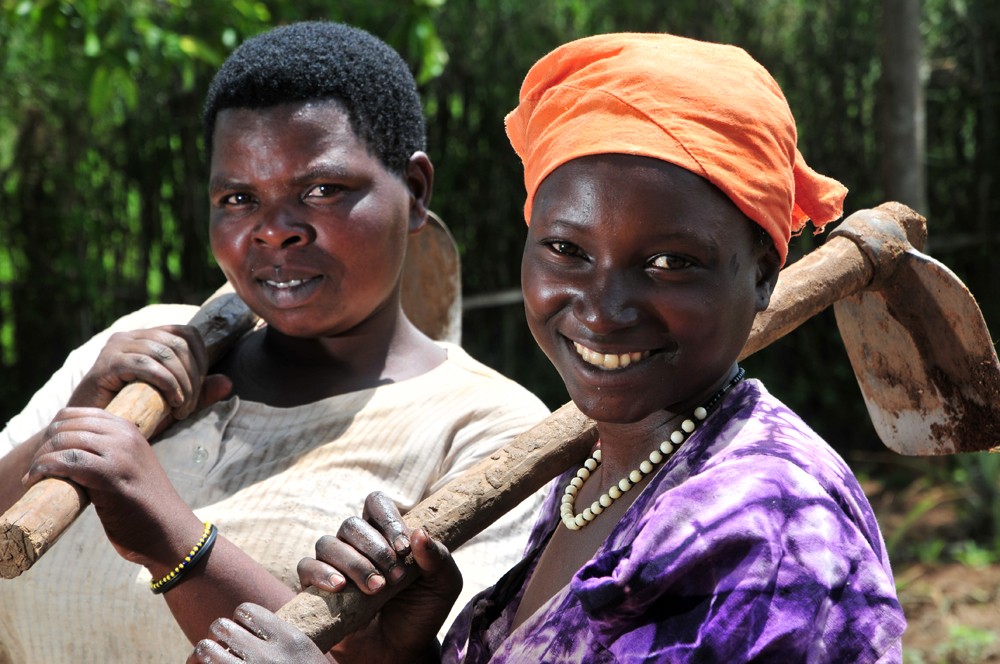
Granjeras en Masaka.

Así como el resto del país, Masaka tiene un alto índice de población rural en una economía de subsistencia con un comercio en el centro de la ciudad de servicios básicos, supermercados, carnicerías, farmacias, licorerías, estaciones de servicio, etc. También se pueden encontrar pequeños talleres de fabricación de muebles, panificados y una pequeña industria turística que poco a poco va tomando importancia.
Otra fuente de ingreso es la famosa "caza de langostas" durante la temporada de estos insectos, ya que los mismos son parte de la dieta alimentaria ugandesa. En el pasado muchos comerciantes hicieron fortunas en ese negocio, pero ya está muy difundido y las ganancias son escasas.

## Sitios de interés turístico
- El Lago Nabugabo dista a solo 20 km de la ciudad.
- El puerto de Bukakata, en el Lago Victoria a 28 km que conecta a través del ferry con las Islas Ssese

- La ciudad de Mbarara a 130 km

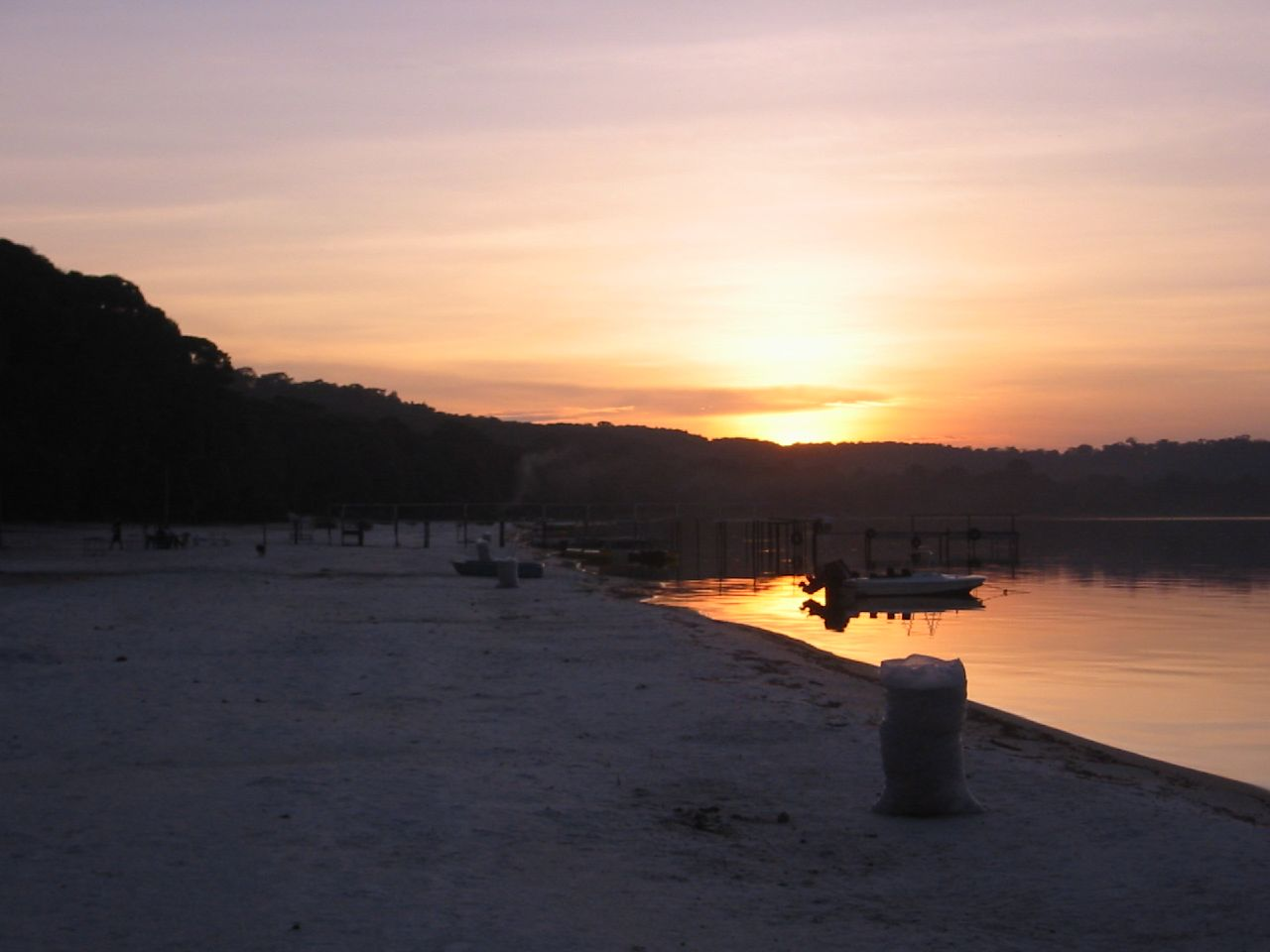
Islas Ssese el "Paraíso Ugandés"

- La ciudad fronteriza de Mutukula con Tanzania a 80km.
- La línea del ecuador a 35 km
- La ciudad fronteriza de Katuna con Ruanda a 300 km.

También la ciudad ofrece una variedad de restaurantes  , clubes nocturnos, discotecas y bares para los amantes de la noche.

## Hotelería
La ciudad cuenta con una amplia variedad de alojamientos, hoteles  para ejecutivos y empresarios, hoteles para viajeros con presupuestos reducidos, pensiones, backpackers y cuartos de alquiler.

## Museos y bibliotecas
La ciudad no cuenta con museos y solo 2 bibliotecas públicas, una ubicada en el barrio de Nyendo totalmente en ruinas  y la biblioteca pública central ubicada sobre la avenida Hovart en el corazón de Masaka. 

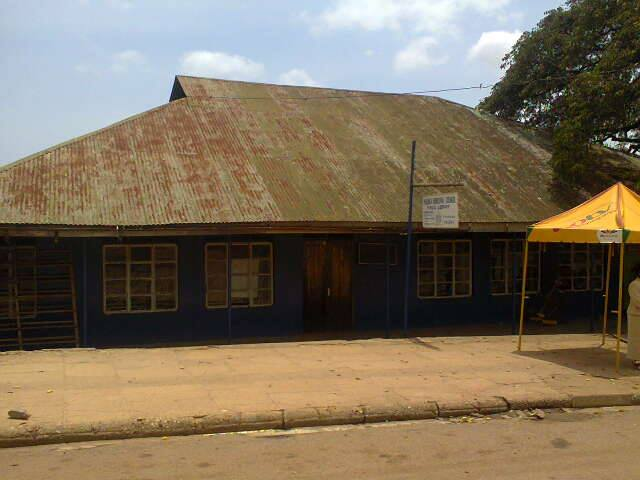
Wikipedia biblioteca municipal Masaka

 Se puede acceder a los periódicos de circulación nacional desde ahí, pero la cantidad de libros es pobre y la mayoría son de ediciones desactualizadas de enciclopedias. No hay computadoras ni tampoco acceso a Internet. Como dato curioso, fuera de los límites de la ciudad al sur un emprendimiento privado organizó una biblioteca pública llamada Kitengesa Community Library, muy exitosa en esa comunidad de casi 700 habitantes que se hizo conocida por un reportaje de la cadena BBC de Londres.

## Medios de comunicación de Masaka
La ciudad de Masaka no cuenta con canales de televisión, pero si cuenta con varias radios que transmiten en frecuencia modulada  casi toda la programación es en idioma luganda con algunos flashes informativos en inglés. 

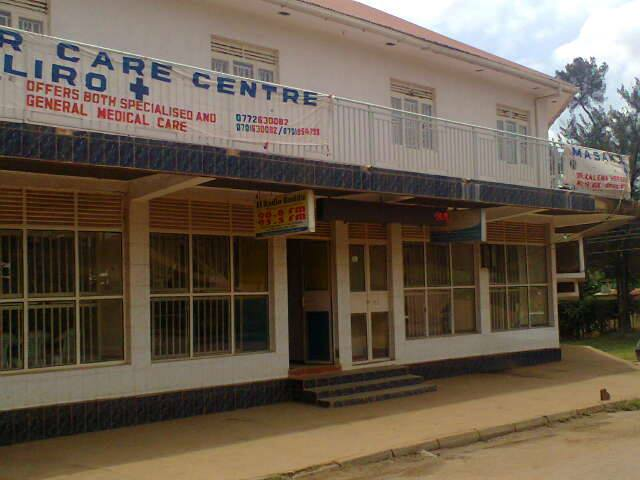
Wikipedia Radio Buddu.

 Las radios más conocidas y que transmiten desde Masaka son:
- Radio Buddu FM 98.8 MHz
- Radio Ecuador FM 93.0 MHz
- Radio Cristiana

Ningún periódico se imprime en Masaka, si bien hay oficinas de periódicos de circulación nacional, a edición e impresión de los mismos se realiza en le capital Kampala.

## Deporte
El fútbol es el deporte favorito en Uganda y Masaka no es la excepción. La ciudad tiene un único equipo dependiente de la Municipalidad llamado "Club de Fútbol Municipal de Masaka" e integra la máxima categoría del fútbol. Cuenta con una cancha propia, pero no tiene tribunas y está ubicada sobre la calle Pérez y Noor en el centro de la ciudad. El color titular del equipo (camiseta, pantalón y medias) es de color naranja. Se ubica penúltimo en la tabla de clasificación en la temporada 2013/2014. 

## Fotos
- Hotel Brovard, Masaka
- Afrirhythm Backpackers, Masaka